# Пестовский сельсовет (Московская область)
Пестовский сельсовет — упразднённая административно-территориальная единица, существовавшая на территории Коробовского района Московской области до 1959 года. Административным центром была деревня Пестовская.

## История
В 1923 году Пестовский сельсовет находился в составе Дмитровской волости Егорьевского уезда Московской губернии.
На 1 января 1927 года в состав Пестовского сельсовета входили деревни Пестовская, Марковская и Федеевская.
В ходе реформы административно-территориального деления СССР в 1929 году Пестовский сельсовет вошёл в состав Дмитровского района Орехово-Зуевского округа Московской области. В 1930 году округа были упразднены, а Дмитровский район переименован в Коробовский.
В 1954 году в Пестовский сельсовет включена территория упразднённого Пиравинского сельсовета.
21 мая 1959 года сельсовет был упразднён, а его территория передана Дмитровскому сельсовету.